# مجموعه ارزیابی چندروشی ویدئو
مجموعه ارزیابی چندروشی ویدئو (VMAF) یک معیار سنجش کیفیت ویدئو با مرجع کامل است که توسط Netflix با همکاری دانشگاه کالیفرنیای جنوبی، آزمایشگاه IPI/LS2N دانشگاه نانت و آزمایشگاه مهندسی تصویر و ویدئو (LIVE) در دانشگاه تگزاس در آستین توسعه یافته است. این ابزار، کیفیت ویدیو را بر اساس یک ویدئوی اصلی و یک ویدئوی تغییر یافته (نسبت به ویدئوی اصلی) پیش‌بینی می‌کند. این معیار را می‌توان برای ارزیابی کیفیت کدک‌های ویدیویی مختلف، رمزگذارها، تنظیمات رمزگذاری یا انواع انتقال استفاده کرد.
در سال ۲۰۲۱، جایزه فناوری و مهندسی امی به Beamr, Netflix، دانشگاه کالیفرنیای جنوبی، دانشگاه نانت، دانشگاه تگزاس در آستین، دیزنی، SSIMWAVE، گوگل، Brightcove و ATEME برای توسعه معیارهای ادراکی باز برای بهینه‌سازی رمزگذاری ویدیو اهدا شد. این دومین بار در ۲۰ سال بود که دانشگاه‌ها جایزه امی دریافت کردند. همچنین این اولین باری بود که یک دانشگاه فرانسوی موفق به دریافت آن شد.

## عملکرد
نشان داده شده است که نسخه اولیه VMAF در مقایسه با رتبه‌بندی‌های ذهنی، از نظر دقت پیش‌بینی، از سایر معیارهای کیفیت تصویر و ویدیو مانند SSIM , PSNR -HVS و VQM-VFD برتری دارد. عملکرد آن نیز در مقاله دیگری مورد تجزیه و تحلیل قرار گرفته است که نشان می‌دهد VMAF در یک مجموعه داده ویدیویی بهتر از SSIM و MS-SSIM عمل نمی‌کند. در معیار معیارهای کیفیت ویدیوی MSU، جایی که نسخه‌های مختلف آن (از جمله VMAF NEG) آزمایش شد، VMAF از تمام معیارهای دیگر در همه استانداردهای فشرده‌سازی (H.265، VP9، AV1، VVC) بهتر عمل کرد.

## نرم‌افزار
یک نرم‌افزار مرجع نوشته شده به زبان C و Python ("VMAF Development Kit, VDK") به عنوان نرم‌افزار رایگان تحت مجوز BSD+ Patent منتشر شده است. کد منبع و مطالب اضافی آن در GitHub موجود است.